# Gregory Abbott
Gregory Joel Abbott (Nova Iorque, 2 de abril de 1954) é um músico, cantor, compositor e produtor musical norte-americano.

## Biografia
Representante do estilo soul/R&B, Abbott, nascido no bairro do Harlem e que possui origens venezuelana e antiguana, iniciou a carreira musical em 1982. Durante os primeiros anos, sua mãe o ensinou a tocar piano e o incentivou a desenvolver-se vocalmente. Antes de se tornar músico, estudou psicologia na Universidade de Berkeley, na Califórnia, e escrita criativa em Stanford, além de ter sido professor de inglês na mesma Universidade de Berkeley.

## Carreira musical
Uma das primeiras oportunidades para Abbott na música foi gravar um álbum independente, dando a chance de fazer um dueto com Whitney Houston. Seu primeiro álbum, "Shake You Down", foi lançado em 1986, e a música de trabalho, também chamada "Shake You Down", é até hoje o maior sucesso de Gregory, ficando na primeira posição da Billboard Hot 100. No Brasil, fez parte da trilha sonora internacional da novela Hipertensão, da Rede Globo (1987), como tema dos personagens Fratelo (Antonio Calloni) e Antonieta (Lilia Cabral). Fora do cenário musical, fez várias capas de revistas (incluindo um ensaio com 6 modelos da Playboy) e foi considerado um dos artistas mais sexies pela revista Playgirl.
Em âmbito internacional, o cantor emplacou outros 2 sucessos: "I Got The Feelin (It's Over)" (quinto lugar na Billboard R&B/Hip-Hop Songs) e "I'll Prove It To You", rendendo um certificado de platina e vários prêmios para Abbott.
Gregory Abbott participou do álbum "Coração Selvagem", da cantora brasileira Rosana. A versão de "Everything Is Love" para o português foi criada pelos compositores Michael Sullivan e Paulo Massadas e recebeu o nome de "Tudo é Vida".
Gravou ainda outros 6 álbuns e 2 discos especiais em sua carreira; o último trabalho foi Drop Your Mask, lançado em 2011. Também dedica-se a fazer trilhas sonoras para cinema e televisão.

## Discografia
- 1986 – Shake You Down (Columbia Records)
- 1988 – I'll Prove It To You (Columbia Records)
- 1996 – One World! (Musik International)
- 1998 – Super Hits (Legacy Recordings)
- 2002 – Eyes, Whispers, Rhythm, Sex... (Musik International)
- 2005 – Dancing the Inner Realm... (Musik International-Mojo Man)
- 2006 – Rhyme and Reason
- 2011 – Shake You Down: 25th Anniversary Deluxe Edition (Friday Music)
- 2011 – Drop Your Mask (Spectra Records)